# Žitište
Žitište (serbocroata cirílico: Житиште; húngaro: Begaszentgyörgy; rumano: Jitiște) es un municipio y villa de Serbia perteneciente al distrito de Banato Central de la provincia autónoma de Voivodina.
En 2011 su población era de 16 841 habitantes, de los cuales 2903 vivían en la villa y el resto en las 11 pedanías del municipio. El principal grupo étnico son los serbios (10 436 habitantes), con minorías de magiares (3371 habitantes), rumanos (1412 habitantes) y gitanos (832 habitantes).
La villa se ubica a orillas del río Begej, unos 15 km al noreste de la capital distrital Zrenjanin sobre la carretera 12 que lleva a Timișoara.

## Pedanías
Además de la villa de Žitište, el municipio incluye las siguientes pedanías:
- Banatski Dvor
- Banatsko Višnjićevo
- Banatsko Karađorđevo
- Međa
- Novi Itebej
- Ravni Topolovac
- Srpski Itebej
- Torak
- Torda
- Hetin
- Čestereg